# Najaden (tidning)
'Najaden' var en svensk dagstidning, utgiven i Karlskrona 1839 - 1853 (ett provnummer utgavs 1838). Redaktör Georg Améen. Tidningen fortsatte sedan under bl.a. namnet Blekingsposten med samma redaktör.
Tidningen trycktes hos Georg Améen & Co i Karlskrona.
Tidning kom ursprungligen ut 2 dagar i veckan tisdagar och lördagar, från 1845 tisdagar, torsdag och lördagar. Priset ursprungligen var 3 riksdaler Banco. Det sista utgivningsåret var priset som lägst 4 riksdaler 32 skilling Banco.